# Heikendorf
Heikendorf là một đô thị thuộc huyện Plön, trong bang Schleswig-Holstein, nước Đức. Đô thị Heikendorf có diện tích 14,72 km², dân số thời điểm 31 tháng 12 năm 2006 là người. Đây là một khu vực nghỉ mát ven biển Biển Baltic, khoảng 10 km từ Kiel.